# Esterhuysenia mucronata
Esterhuysenia mucronata är en isörtsväxtart som först beskrevs av Harriet Margaret Louisa Bolus, och fick sitt nu gällande namn av Klak. Esterhuysenia mucronata ingår i släktet Esterhuysenia och familjen isörtsväxter. Inga underarter finns listade i Catalogue of Life.